# Stanislav Šesták
Stanislav Šesták (ur. 16 grudnia 1982 w Demjacie) – słowacki piłkarz występujący na pozycji napastnika.

## Życiorys
Swoją profesjonalną karierę piłkarską zaczynał w Tatranie Preszów. W przerwie zimowej sezonu 2001/2002 po utalentowanego napastnika zgłosił się Slovan Bratislava i z Šestákiem w składzie wywalczył wicemistrzostwo Słowacji. Piłkarz grał na tyle dobrze, że zapracował na transfer do MŠK Žiliny. Już w pierwszym sezonie gry w Žilinie Šesták sięgnął po tytuł mistrza kraju. Sezon później nie udało się obronić tytułu mistrzowskiego, a piłkarzy MŠK wyprzedziła tylko Artmedia Petržalka. Na krajowy tron udało się powrócić dopiero w sezonie 2006/2007, a Šesták z 15 trafieniami został wicekrólem strzelców. O jedną bramkę więcej strzelił snajper Artmedii, Tomáš Oravec. Na sezon 2007/2008 Šesták został sprowadzony do niemieckiego VfL Bochum, z zadaniem zastąpienia króla strzelców Teofanisa Gekasa. Suma odstępnego wynosiła 750.000 €. W sezonie 2010/2011 był z Bochum wypożyczony do tureckiego MKE Ankaragücü, a w 2011 roku został sprzedany do Bursasporu. W czerwcu 2014 roku powrócił do VfL Bochum. W sezonie 2015/2016 grał w Ferencvárosi, z którym został mistrzem Węgier. W 2017 przeszedł do FK Poprad.
Šesták jest byłym reprezentantem Słowacji. W kadrze narodowej debiutował 18 kwietnia 2004, podczas wygranego 3:1 meczu z Luksemburgiem. 15 października 2008 strzelił 2 bramki w meczu Słowacja – Polska rozgrywanym w ramach el. MŚ 2010 w Bratysławie. W 2010 roku zagrał na Mistrzostwach Świata w RPA, a w 2016 na Euro 2016.
| Sezon   | Klub              | Kraj     | Flaga    | Rozgrywki     | Mecze | Bramki |
| ------- | ----------------- | -------- | -------- | ------------- | ----- | ------ |
| 2000/01 | Tatran Preszów    | Słowacja | Słowacja | Corgoň Liga   | 28    | 5      |
| 2001/02 | Tatran Preszów    | Słowacja | Słowacja | Corgoň Liga   | 14    | 4      |
| 2001/02 | Slovan Bratislava | Słowacja | Słowacja | Corgoň Liga   | 18    | 1      |
| 2002/03 | Slovan Bratislava | Słowacja | Słowacja | Corgoň Liga   | 26    | 3      |
| 2003/04 | Slovan Bratislava | Słowacja | Słowacja | Corgoň Liga   | 14    | 2      |
| 2003/04 | MŠK Žilina        | Słowacja | Słowacja | Corgoň Liga   | 16    | 4      |
| 2004/05 | MŠK Žilina        | Słowacja | Słowacja | Corgoň Liga   | 27    | 13     |
| 2005/06 | MŠK Žilina        | Słowacja | Słowacja | Corgoň Liga   | 29    | 17     |
| 2006/07 | MŠK Žilina        | Słowacja | Słowacja | Corgoň Liga   | 27    | 15     |
| 2007/08 | VfL Bochum        | Niemcy   | Niemcy   | Bundesliga    | 33    | 13     |
| 2008/09 | VfL Bochum        | Niemcy   | Niemcy   | Bundesliga    | 24    | 9      |
| 2009/10 | VfL Bochum        | Niemcy   | Niemcy   | Bundesliga    | 5     | 1      |
| 2010/11 | MKE Ankaragücü    | Turcja   | Turcja   | Süper Lig     | 24    | 10     |
| 2011/12 | Bursaspor         | Turcja   | Turcja   | Süper Lig     | 35    | 2      |
| 2012/13 | Bursaspor         | Turcja   | Turcja   | Süper Lig     | 29    | 7      |
| 2013/14 | Bursaspor         | Turcja   | Turcja   | Süper Lig     | 19    | 4      |
| 2014/15 | VfL Bochum        | Niemcy   | Niemcy   | 2. Bundesliga | 27    | 9      |
| 2015/16 | Ferencvárosi      | Węgry    | Węgry    | NB I          | 24    | 9      |
| 2016/17 | Ferencvárosi      | Węgry    | Węgry    | NB I          | 6     | 0      |
| 2016/17 | FK Poprad         | Słowacja | Słowacja | II Liga       | 6     | 7      |
| 2017/18 | FK Poprad         | Słowacja | Słowacja | II Liga       | 25    | 18     |